# Успение Богородично (Ново село, Видинско)
Вижте пояснителната страница за други значения на Успение Богородично.
„Успение на Пресвета Богородица“ е православна църква във видинското Ново село, България и е сред най-големите във Видинската духовна околия.
Разположена е в долната махала на селото. Преди изграждането ѝ също е имало покрит кръст за черкуване, подобно на този в „Свети Николай“, но той просъществувал до завършването на храма. Решение за построяване на храм се взима през 1875 г. от хората, населявали долната махала – предимно католици и протестанти, преселници от Чипровско. Строежът обаче започва след Освобождението – 1883 г. и продължава до 1886 година. Дотогава католическата и протестантската общност се завръща по родните си места и оставя църквата на местните православни. Църквата е довършена по православния канон и заема площ от 368 м2, надземна е, висока, с четири кубета, голямо богомолско помещение, три големи балкона на втория етаж, с три врати, но все още неизографисана.
Впечатление прави внушителният резбован иконостас, дело вероятно на Антон Станишев. Иконите са подписани от Данаил Несторов.
Камбаните са изработени в Букурещ през 1900 г. Черквата е строена по проект и под ръководството на италианския майстор Антонио Батистути (Мехмедай). Сводовете вероятно са изградени от италианеца Бартоло Клева, който е изградил сводовете на Видинската катедрала. Стените са изградени от камък, добит в кариерата в местност „Камъка“, а сводовете от печени тухли. Градчанина хаджи Димитрия изпича и продава 40 хиляди оки негасена вар за строежа.
На 4 септември 1894 г. е осветена от Видинския митрополит Кирил пред множество от хора от Видинско, Влашко и Сърбия.
На 22 декември 2013 г. НВП Велички епископ Сионий, викарий на Видинския митрополит Дометиан, отслужи водосвет по случай изцяло ремонтирания храм. Проектът е на Община Ново село и включва изграждане на нов покрив, ремонт на стените отвън и отвътре, подмяна на дървената подова настилка с гранитогрес, прокарване на водопровод, нова електрическа инсталация и монтиране на външно осветление, направа на ограда и оформяне на дворното пространство с цветни лехи, пейки и съдове за смет. На храма са дарени изящни кристални полилеи, специално изработени в Чехия от семейство с новоселско потекло. При ремонта на пода, под дървената настилка, са открити мозаечни пана, на които са изписани имената на строителите и ктиторите. Находката налага промени в плана за ремонта – мястото на пода с мозайките да бъде запазено чрез покриване със специално стъкло.